# Weyhern (Markt Indersdorf)
Weyhern ist ein Gemeindeteil von Markt Indersdorf im oberbayerischen Landkreis Dachau. Das Kirchdorf liegt circa drei Kilometer südlich von Indersdorf und ist über die Staatsstraße 2054 zu erreichen.
Der Ort wurde im Jahre 1135 als „Wiaren“ erstmals erwähnt.

## Baudenkmäler
Siehe auch: Liste der Baudenkmäler in Weyhern
- Ehemalige Wallfahrtskirche Unsere Liebe Frau, jetzt St. Martin
- Feldkapelle St. Maria